# مجمع الملك الحسين للأعمال
مجمع الملك الحسين للأعمال هو مجمع للأعمال يقع على شارع الملك عبد الله الثاني، عمان الغربية، الأردن. تم تسميته على اسم المغفور له الملك الحسين بن طلال ويحتوي على مباني المكاتب وقاعة المحاضرات والمجمع الرياضي ومناطق الدعم المجهزة ببنية تحتية واسعة لتكنولوجيا المعلومات والاتصالات. موطن لأكثر من 40 فرعًا من فروع الشركات الكبرى الموجودة في عمّان مثل: هوليت-باكارد وروبيكوني إل جي ومايكروسوفت واوتوديسك وغيرها. وهي موطن لمهرجان الفكر الجديد وأرض شركة زين للابتكارات (ZINC).
منذ افتتاح المجمع في عام 2010، جذب المجمع استثمارات بقيمة 175 مليون دولار وخلقت 3600 فرصة عمل. في عام 2017، قال الرئيس التنفيذي سرور، إن نسبة الإشغال في مجمع الأعمال وصلت إلى 95٪ وإن الخطط جارية لتوسيع المجمع من 106 ألف متر مربع من مساحة البناء إلى 1.4 مليون متر مربع.